# Jana (Ochotskisches Meer)
Die Jana (russisch Яна) ist ein 190 km langer Zufluss des Ochotskischen Meeres, im Nordosten von Russland bzw. im Osten des Föderationskreises Russisch-Fernost. 
Einschließlich des Quellflusses Rechte Jana, die im Suntar-Chajata-Gebirge (⊙) entspringt, beträgt die Gesamtfließstrecke 217 km.
Die Jana entsteht aus Rechter Jana (Prawaja Jana, 27 km) und Linker Jana (Lewaja Jana, 21 km). Sie durchfließt die Oblast Magadan und mündet in das Ochotskische Meer, einem Randmeer des Pazifiks. Größter Nebenfluss ist der von links kommende Seimkan. An der Mündung liegt die Ortschaft Tauisk.
Die Region um den Fluss Jana ist Verbreitungsgebiet des Braunbären. Die Küstentundra an der Mündung des Flusses ist für ihre Vogelwelt (Langzehenstrandläufer und z. B. in Deutschland vom Aussterben bedrohter Bekassine) bekannt. Sie ist Heimat des Sibirischen Winkelzahnmolches und des u. a. in Europa in seinen Beständen bedrohten Wasserschierlings.